# Paraquedismo nos Jogos Asiáticos de Praia de 2008
As competições de paraquedismo nos Jogos Asiáticos de Praia de 2008 ocorreram entre 20 e 24 de outubro. Oito eventos foram disputados.

## Calendário
| Outubro      | 18 | 19 | 20 | 21 | 22 | 23 | 24 | 25 | 26 | Finais |
| ------------ | -- | -- | -- | -- | -- | -- | -- | -- | -- | ------ |
| Paraquedismo |    |    |    |    |    | 4  | 4  |    |    | 8      |

## Quadro de medalhas
| Ordem | País          | Medalha de ouro | Medalha de prata | Medalha de bronze |    |
| ----- | ------------- | --------------- | ---------------- | ----------------- | -- |
| 1     | Indonésia     | 7               | 2                | 2                 | 11 |
| 2     | Coreia do Sul | 1               | 4                | 3                 | 8  |
| 3     | China         |                 | 1                | 3                 | 4  |
| 4     | Tailândia     |                 | 1                |                   | 1  |
| TOTAL | TOTAL         | 8               | 8                | 8                 | 24 |

## Medalhistas
| Evento                                                      | Ouro                            | Prata                              | Bronze                       |
| Precisão individual masculino (detalhes[ligação inativa])   | INA Indonésia Nanang Sunarya    | KOR Coreia do Sul Ha Chi-Kyong     | KOR Coreia do Sul Kim Jin-Oh |
| Distância individual masculino (detalhes[ligação inativa])  | INA Indonésia Thomas Widyananto | KOR Coreia do Sul Ha Chi-Kyong     | INA Indonésia Teguh Maryanto |
| Precisão por equipes masculino (detalhes[ligação inativa])  | KOR Coreia do Sul               | INA Indonésia                      | CHN China                    |
| Distância por equipes masculino (detalhes[ligação inativa]) | INA Indonésia                   | KOR Coreia do Sul                  | CHN China                    |
| Precisão individual feminino (detalhes[ligação inativa])    | INA Indonésia Dyan Apriyanti    | INA Indonésia Dian Rosnalia        | INA Indonésia Milawati Sirin |
| Distância individual feminino (detalhes[ligação inativa])   | INA Indonésia Milawati Sirin    | KOR Coreia do Sul Park Koung-Young | CHN China Hou Xiangping      |
| Precisão por equipes feminino (detalhes[ligação inativa])   | INA Indonésia                   | THA Tailândia                      | KOR Coreia do Sul            |
| Distância por equipes feminino (detalhes[ligação inativa])  | INA Indonésia                   | CHN China                          | KOR Coreia do Sul            |